# Какоал (микрорегион)

Какоал на карте.

Какоал (порт. Microrregião de Cacoal) — микрорегион в Бразилии, входит в штат Рондония. Составная часть мезорегиона Восток штата Рондония. Население составляет 228 212 человек на 2010 год. Занимает площадь 24 526,386 км². Плотность населения — 9,3 чел./км².

## Демография
Согласно сведениям, собранным в ходе переписи 2010 г. Национальным институтом географии и статистики (IBGE), население микрорегиона составляет:
| Полное население                             | Полное население                             | Полное население                             | Полное население                             | 228 212 |
| -------------------------------------------- | -------------------------------------------- | -------------------------------------------- | -------------------------------------------- | ------- |
| в том числе:                                 | Городское население                          | 151 755                                      | Процент городского населения, %              | 66,50   |
|                                              | Сельское население                           | 76 457                                       | Процент сельского населения, %               | 33,50   |
|                                              | Мужское население                            | 115 360                                      | Процент мужского населения, %                | 50,55   |
|                                              | Женское население                            | 112 852                                      | Процент женского населения, %                | 49,45   |
| Плотность населения, чел/км²                 | Плотность населения, чел/км²                 | Плотность населения, чел/км²                 | Плотность населения, чел/км²                 | 9,30    |
| Население микрорегиона в % к населению штата | Население микрорегиона в % к населению штата | Население микрорегиона в % к населению штата | Население микрорегиона в % к населению штата | 14,61   |

## Состав микрорегиона
В составе микрорегиона включены следующие муниципалитеты:
1. Алта-Флореста-д’Уэсти
2. Алту-Алегри-дус-Паресис
3. Какоал
4. Кастаньейрас
5. Министру-Андреаза
6. Нову-Оризонти-ду-Уэсти
7. Эспиган-д’Уэсти
8. Ролин-ди-Мора
9. Санта-Лузия-д’Уэсти